# نووآکباشوو
نووآکباشوو (انگلیسی: Novoakbashevo) یک شهرک در شهرستان کوشنارنکوفسکی جمهوری باشقیرستان در کشور روسیه است.